# Frâncenii Boiului, Maramureș
Frâncenii Boiului este un sat în comuna Boiu Mare din județul Maramureș, Transilvania, România.

## Istoric
Prima atestare documentară: 1566 (Kis Zalnapatak). 

## Etimologie
Etimologia numelui localității: din numele de grup frânceni < n.fam. Frânc (< s. frânc „nume generic dat odinioară, la noi, occidentalilor de origine latină” < lat. francus; dublet al lui franc, din fr. franc) + suf. -ean, -eni + determinantul Boiului 
(din n.fam. rom. Bun devenit în magh. Buny, Bony > rom. Boi).

## Demografie
La recensământul din 2011, populația era de 59 locuitori. 

## Vezi și
- Biserica de lemn din Frâncenii Boiului

## Imagini

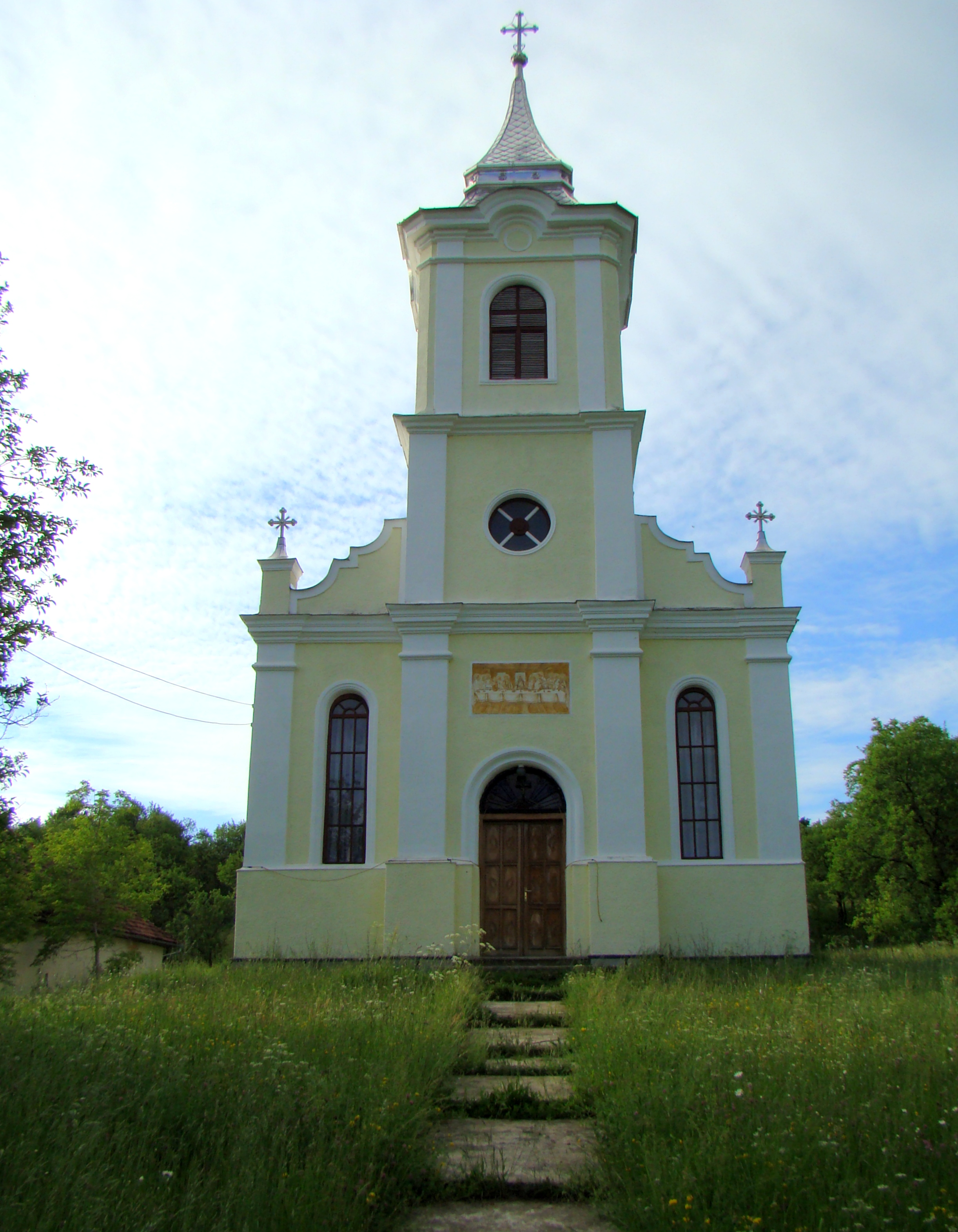
Biserica Sfinții Arhangheli (1912)
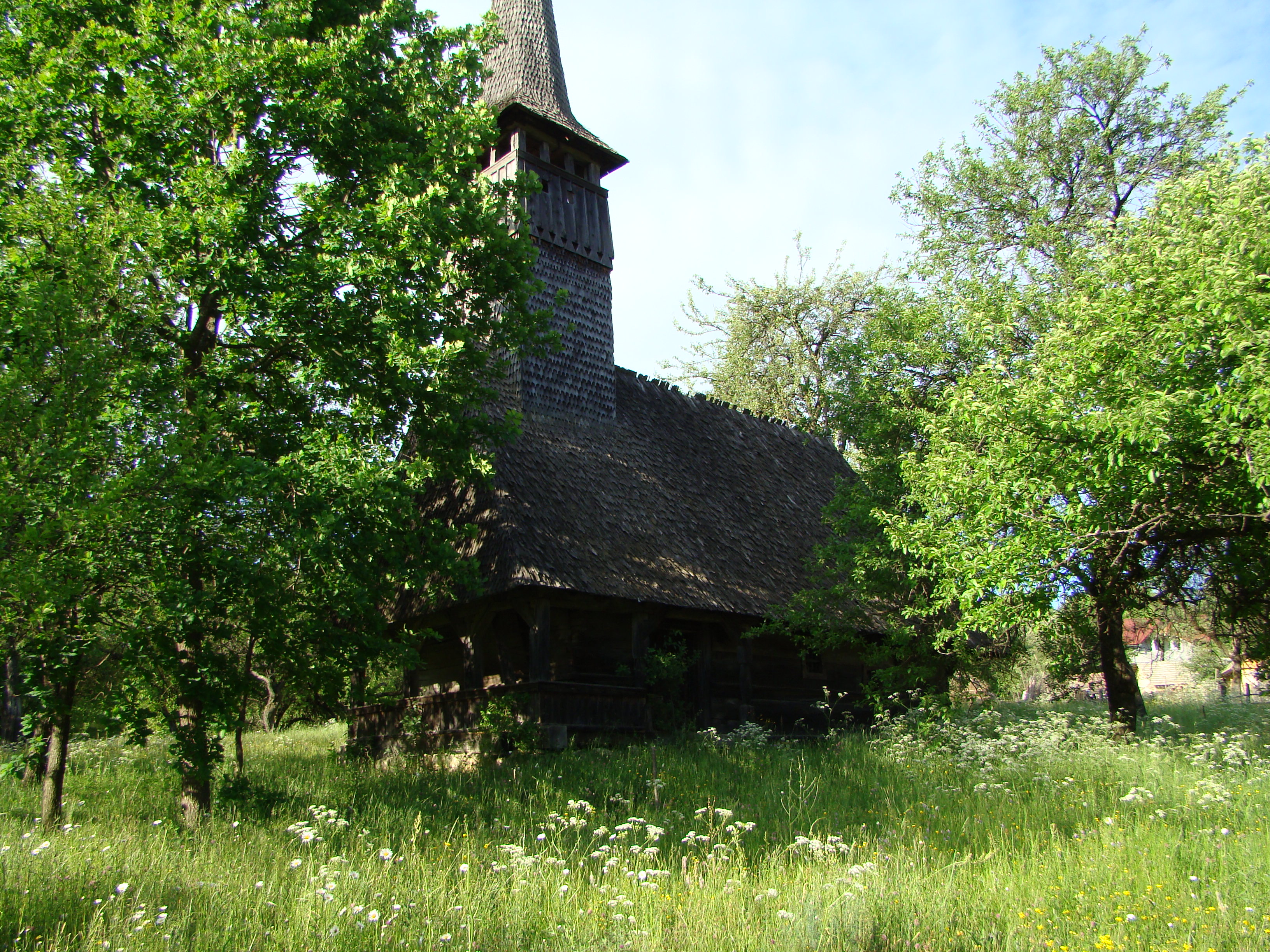
Biserica de lemn (monument istoric)
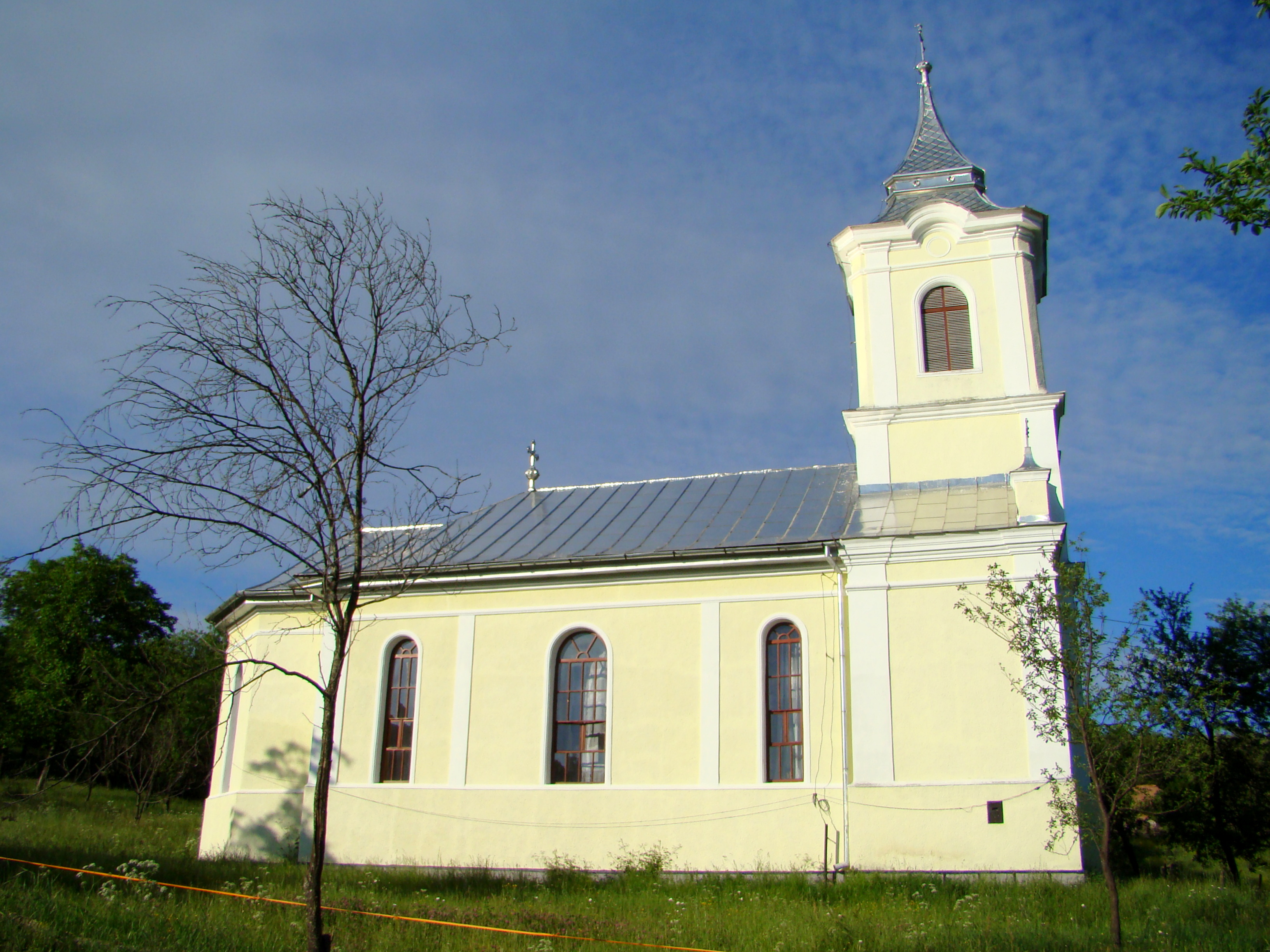
Biserica Sfinții Arhangheli (1912)